# Bekir Refet
Bekir Refet (Istanboel, 22 mei 1899 – Karlsruhe, 5 april 1977) was een Turks voetballer. Hij overleed in 1977 aan een herseninfarct.

## Biografie

### Clubcarrière
Refet begon zijn carrière als jeugdspeler bij Fehnerbahçe op 14-jarige leeftijd. Al in het volgende seizoen werd hij in het eerste elftal opgenomen. In 1916 maakte hij de overstap naar Altınordu İdman Yurdu en werd hiermee in 1917 en 1918 kampioen van de stadsliga. Na een jaar bij İttihatspor wisselde hij naar Galatasaray. Met deze club ging hij op Europese tournee en speelde 17 wedstrijden tegen teams uit Zwitserland, Duitsland, Tsjecho-Slowakije en Hongarije. Op 4 september 1921 verloren ze met 0-1 van Phönix Karlsruhe en liet hij een goede indruk achter. Twee weken later speelde hij in Hamburg tegen HSV en blesseerde zich zwaar tijdens deze wedstrijd en hij belandde in het ziekenhuis. Daar konden de broers Josef en Emil Oberle, die beiden Turks spraken nadat ze enkele jaren in Istanboel gewerkt hadden, hem overtuigen om voor Phönix Karlsruhe te komen spelen. Hij werd zo de eerste Turkse speler die een transfer naar Duitsland maakte. Na twee jaar ging hij voor Pforzheim spelen en nadat deze club degradeerde verhuisde hij naar Karlsruher FV. Nadat hij zijn carrière beëindigde in 1935 bleef hij in Karlsruhe wonen.

### Nationaal elftal
Hij nam twee keer met Turkije deel aan de Olympische Zomerspelen. Op 25 mei 1924 speelde hij in Parijs nog maar de tweede officiële wedstrijd voor het nog jonge Turkse team. Hij scoorde beide goals in de 2-5 nederlaag tegen Tsjecho-Slowakije. Vier jaar later reisde hij ook naar Amsterdam waar ze opnieuw meteen verloren. Hij scoorde in de 71ste minuut de eerreder voor Turkije in de 1-7 nederlaag tegen Egypte.